# 세라피니의 서
《세라피니의 서》(라틴어: Codex Seraphinianus)는 1981년 출판된 이탈리아의 예술가이자 건축가, 산업 디자이너인 루이지 세라피니가 작성한 상상의 세계에 대한 백과사전이다. 이 책은 약 360페이지이며, 상상의 언어가 기이하고 이해할 수 없는 문자로 작성되어 있다.

## 소개
이 책은 방대한 양의 손으로 그려지고, 연필로 색칠된 기이하고도 신비한 식물, 동물, 해부학, 패션, 음식의 삽화와 함께 원고 형태로 출판된 백과사전이다. 《보이니치 필사본》과 비교되곤 한다.
삽화는 피흘리는 과일, 의자 모양으로 자라거나 하나로 만들어지는 식물, 사랑을 나누며 악어로 변신하는 커플 등 현실 세계에 있는 것들의 초현실적 패러디이다. 다른 것들은 종종 연약한 겉모습과 얇은 필라멘트로 지지되는 이상하고 겉으로 보기에는 무의미한 기계들을 묘사한다. 지도나 사람의 얼굴로 인식될 수 있는 삽화도 존재한다. 한편으로는 "물리"의 장에서 많은 이미지들은 거의 완전하게 추상적으로 보인다. 모든 형상들은 밝게 채색되어 있고 세세히 묘사되어 있다.